# جيمس أوستن بترفيلد

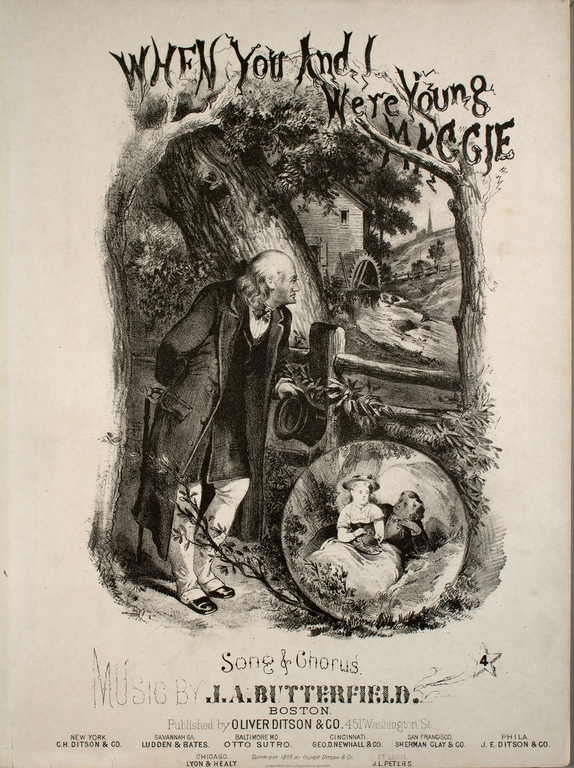
صفحة لغلاف المعزوفة الموسيقة "عندما كنا أنا وأنت صغاراً ياماغي"

جيمس أوستن بترفيلد (بالإنجليزية: James Austin Butterfield)‏‏ (18 مايو 1837- 6 يوليو 1891) مؤلف موسيقي أمريكي. أشهر أعماله الموسيقية الأغنية الشعبية «عندما كنا أنا وأنت صغاراً يا ماغي»، التي نشرت لأول مرة عام 1866 (النص الشعري من تأليف جورج دبليو، جونسون).
ولد بترفيلد في إنكلترا عام 1837 وهاجر إلى الولايات المتحدة عام 1856. وهو ثاني رئيس للجمعية الوطنية لمدرسي الموسيقى وذلك في عام 1878.
توفي جيمس أوستن بترفيلد في شيكاغو، إلينوي ودفن في مقبرة غريسلاند.

## وصلات خارجية
- جيمس أوستن بترفيلد على موقع IMDb (الإنجليزية)
- جيمس أوستن بترفيلد على موقع ميوزك برينز (الإنجليزية)
- جيمس أوستن بترفيلد على موقع ديسكوغز (الإنجليزية)
- جيمس أوستن بترفيلد على موقع ديسكوغز (الإنجليزية)

- جيمس أوستن بترفيلد في قاعدة بيانات الأفلام على الإنترنت